# El Tejero (paroisse civile)
Pour les articles homonymes, voir El Tejero et Tejero.
El Tejero est l'une des deux divisions territoriales et statistiques et l'unique paroisse civile de la municipalité d'Ezequiel Zamora dans l'État de Monagas au Venezuela. Sa capitale est El Tejero.